# Élection présidentielle américaine de 1856
L'élection présidentielle américaine de 1856 fut particulièrement disputée. Elle se conclut par l'élection du démocrate James Buchanan  avec une majorité relative de vote des citoyens, contre ses deux concurrents, tous deux issus de nouveaux partis : John Charles Frémont, pour le Parti républicain, et l'ancien président Millard Fillmore, qui se présentait sous la bannière du Parti américain.

## Désignation des grands électeurs
Les 31 États de l'Union participèrent à la désignation des grands électeurs. Seule la Caroline du Nord avait encore maintenu leur désignation par la législature de l'État, tous les autres ayant opté pour le vote direct des citoyens pour les désigner.
296 grands électeurs furent ainsi désignés et participèrent à l'élection du président et du vice-président.

## Investiture des candidats

### Parti démocrate
Bien que le président sortant, Franklin Pierce, fût issu du Parti démocrate, il n'était pas en mesure de présenter un bilan assez important pour emporter l'investiture sans être contesté. Son alcoolisme, désormais assez notoire, ne plaidait pas non plus en sa faveur.
De fait, trois compétiteurs s'opposèrent à lui lors de la convention nationale, réunie à Cincinnati du 2 au 6 juin 1856 : le sénateur de Pennsylvanie James Buchanan, le sénateur de l'Illinois Stephen A. Douglas et l'ancien candidat et sénateur du Michigan Lewis Cass.
Le premier tour de scrutin n'eut lieu que le 5 juin, car la convention eut d'abord à démêler des répartitions de mandats pour les délégués du Missouri et de New York (avec un choix final qui explique des demi-mandats dans le report des votes).
À l'issue de ce premier tour, le président Pierce n'arriva qu'en deuxième position, avec 122,5 mandats, contre 135,5 à James Buchanan, les deux autres candidats étant assez nettement distancés : 33 pour Douglas, et 5 pour Cass.
Les quatorze tours de scrutin suivant ne permirent pas de désigner un candidat, bien qu'il apparût nettement que le score de Pierce s'effondrait, au profit, essentiellement, de Douglas, au point qu'il ne resta plus que lui et Buchanan à départager lors du dernier jour de la convention.
Après deux tours de scrutin lors desquels Buchanan, largement en tête, n'obtint pas la majorité des deux tiers, il fut finalement désigné, au 18e tour. Les démocrates ne semblaient en effet pas prêts à renouveler l'expérience d'un candidat « sorti du chapeau » et trop terne dans une période de troubles et de fortes tensions entre nord et sud.
John Cabell Breckinridge, ancien représentant du Kentucky qui  ne s'était pas représenté en 1854, fut désigné comme candidat à la vice-présidence.

### Parti républicain
Après la disparition du Parti whig, et face à l'extrême division des démocrates sur la question de l'esclavage, un certain nombre d'anti-esclavagistes décidèrent de se rassembler au sein d'un parti, qui fut fondé en 1854, et prit le nom de Parti républicain.
La plupart de ses membres étaient des whigs et des démocrates du nord déjà investi dans la mouvance anti-esclavagistes, notamment des « free soilers », mais d'autres démocrates s'y rallièrent assez rapidement.
La première convention nationale destinée à désigner un candidat à la présidence se tint le 17 juin 1856 à Philadelphie. Elle investit John Charles Frémont, un ancien sénateur démocrate de Californie, avec comme colistier William Lewis Dayton, ancien sénateur whig du New Jersey

### Parti américain
Le Parti américain (American Party), connu sous le surnom de « Know Nothing » (car il était issu d'une société secrète, l'Ordre de la bannière étoilée, dont les membres étaient censés répondre « I know nothing » en français : « je ne sais rien », si on les interrogeait sur son fonctionnement), s'était constitué en 1854 autour d'opposants à l'immigration, essentiellement irlandaise et catholique à partir de cette époque, qui se voulaient les défenseurs des Américains natifs, et qui avaient remporté, essentiellement sous la bannière démocrate, plusieurs élections dans les années précédentes (mairie de New York, Massachusetts, etc.).
Contrairement aux deux autres partis, les nativistes ne faisaient pas de l'esclavage leur cheval de bataille. Ils défendaient les valeurs américaines, et notamment les valeurs morales, ce qui en fit le premier parti prohibitionniste.
Il investirent l'ancien président Millard Fillmore, comme candidat à la présidence, et Andrew Jackson Donelson, neveu du président Jackson, dont il avait été le secrétaire particulier avant d'être chargé d'une série de missions diplomatiques, comme candidat à la vice-présidence, soit un ancien whig et un ancien démocrate.

## Campagne électorale
La campagne électorale fut essentiellement menée par les républicains, qui remettaient en cause l'Acte du Kansas-Nebraska de 1854, qui, en créant les territoires du Kansas et du Nebraska, décidait de maintenir la jurisprudence du Missouri au sujet de l'esclavage : il appartiendrait aux colons de ces territoires de décider si l'esclavage devait s'y appliquer ou non.
Les démocrates, sans pour autant entrer dans une logique de défense de l'esclavage, défendaient l'idée qu'une victoire républicaine, compte tenu de la logique abolitionniste de ce parti, conduirait inévitablement à une guerre civile opposant les États du sud à ceux du nord.
Un autre débat de campagne, évidemment mineur, fut la question de l'annexion de Cuba, jusque-là colonie espagnole, défendue par les démocrates, mais réprouvée par les républicains.

## Résultats
Aucun candidat n'obtint la majorité absolue du vote des citoyens, mais Buchanan fut assez largement majoritaire dans le collège électoral, ce qui lui assura une élection sans grande difficulté.
Fillmore et le Parti américain obtinrent un résultat élevé (un des meilleurs scores pour un candidat d'un « tiers parti »), mais n'emportèrent qu'un seul État, le Maryland, les terres d'implantation des « Know Nothing » ayant finalement clairement opté pour le candidat républicain, montrant ainsi que l'identité « nordiste » était plus forte à ce moment-là que l'identité américaine.
Surtout, la carte des résultats montre l'importance du clivage nord-sud dans le vote des citoyens : Frémont emporte tout le nord et la Nouvelle-Angleterre, mais n'obtient quasiment aucune voix dans le sud, où l'élection s'est jouée entre Buchanan et Fillmore. Seul le maintien dans le giron démocrate d'États clefs du nord (Pennsylvanie, New Jersey, Illinois, Indiana) empêche encore l'élection d'un président totalement rejeté par le sud.
| Candidats            | Candidats                | Candidats         | Grands électeurs | Vote populaire | Vote populaire |
| À la présidence      | À la vice-présidence     | Parti             | Grands électeurs | Voix           | %              |
| -------------------- | ------------------------ | ----------------- | ---------------- | -------------- | -------------- |
| James Buchanan       | John Cabell Breckinridge | Parti démocrate   | 174              | 1 836 072      | 45,3 %         |
| John Charles Frémont | William Lewis Dayton     | Parti républicain | 114              | 1 342 345      | 33,1 %         |
| Millard Fillmore     | Andrew Jackson Donelson  | Parti américain   | 8                | 873 053        | 21,6 %         |
| Autres candidats     | Autres candidats         | Autres candidats  |                  | 3 177          | 0,1 %          |
| Total                | Total                    | Total             | 296              | 4 054 647      | 100,00 %       |

| État             | James Buchanan | James Buchanan | James Buchanan | John Charles Frémont | John Charles Frémont | John Charles Frémont | Millard Fillmore | Millard Fillmore | Millard Fillmore | Autres | Autres | Total   |
| État             | GE             | %              | Voix           | GE                   | %                    | Voix                 | GE               | %                | Voix             | %      | Voix   | Total   |
| ---------------- | -------------- | -------------- | -------------- | -------------------- | -------------------- | -------------------- | ---------------- | ---------------- | ---------------- | ------ | ------ | ------- |
| Alabama          | 9              | 62,08          | 46 739         | 0                    | 0,00                 | 0                    | 0                | 37,92            | 28 552           | 0,00   | 0      | 75 291  |
| Arkansas         | 4              | 67,12          | 21 910         | 0                    | 0,00                 | 0                    | 0                | 32,88            | 10 732           | 0,00   | 0      | 32 642  |
| Californie       | 4              | 48,38          | 53 342         | 0                    | 18,78                | 20 704               | 0                | 32,83            | 36 195           | 0,01   | 14     | 110 255 |
| Connecticut      | 0              | 43,57          | 34 997         | 6                    | 53,18                | 42 717               | 0                | 3,26             | 2 615            | 0,00   | 0      | 80 329  |
| Delaware         | 3              | 54,83          | 8 004          | 0                    | 2,12                 | 310                  | 0                | 42,99            | 6 275            | 0,06   | 9      | 14 598  |
| Floride          | 3              | 56,81          | 6 358          | 0                    | 0,00                 | 0                    | 0                | 43,19            | 4 833            | 0,00   | 0      | 11 191  |
| Géorgie          | 10             | 57,14          | 56 581         | 0                    | 0,00                 | 0                    | 0                | 42,86            | 42 439           | 0,00   | 0      | 99 020  |
| Illinois         | 11             | 44,09          | 105 528        | 0                    | 40,23                | 96 275               | 0                | 15,68            | 37 531           | 0,00   | 0      | 239 334 |
| Indiana          | 13             | 50,41          | 118 670        | 0                    | 40,09                | 94 375               | 0                | 9,51             | 22 386           | 0,00   | 0      | 235 431 |
| Iowa             | 0              | 40,70          | 37 568         | 4                    | 48,83                | 45 073               | 0                | 10,47            | 9 669            | 0,00   | 0      | 92 310  |
| Kentucky         | 12             | 52,54          | 74 642         | 0                    | 0,00                 | 0                    | 0                | 47,46            | 67 416           | 0,00   | 0      | 142 058 |
| Louisiane        | 6              | 51,70          | 22 164         | 0                    | 0,00                 | 0                    | 0                | 48,30            | 20 709           | 0,00   | 0      | 42 873  |
| Maine            | 0              | 35,68          | 39 140         | 8                    | 61,34                | 67 279               | 0                | 2,98             | 3 270            | 0,00   | 0      | 109 689 |
| Maryland         | 0              | 45,04          | 39 123         | 0                    | 0,33                 | 285                  | 8                | 54,63            | 47 452           | 0,00   | 0      | 86 860  |
| Massachusetts    | 0              | 23,08          | 39 244         | 13                   | 63,61                | 108 172              | 0                | 11,54            | 19 626           | 1,77   | 3 006  | 170 048 |
| Michigan         | 0              | 41,52          | 52 139         | 6                    | 57,15                | 71 762               | 0                | 1,32             | 1 660            | 0,00   | 0      | 125 561 |
| Mississippi      | 7              | 59,44          | 35 456         | 0                    | 0,00                 | 0                    | 0                | 40,56            | 24 191           | 0,00   | 0      | 59 647  |
| Missouri         | 9              | 54,43          | 57 964         | 0                    | 0,00                 | 0                    | 0                | 45,57            | 48 522           | 0,00   | 0      | 106 486 |
| New Hampshire    | 0              | 45,71          | 31 891         | 5                    | 53,71                | 37 473               | 0                | 0,59             | 410              | 0,00   | 0      | 69 774  |
| New Jersey       | 7              | 47,23          | 46 943         | 0                    | 28,51                | 28 338               | 0                | 24,26            | 24 115           | 0,00   | 0      | 99 396  |
| New York         | 0              | 32,84          | 195 878        | 35                   | 46,27                | 276 004              | 0                | 20,89            | 124 604          | 0,00   | 0      | 596 486 |
| Caroline du Nord | 10             | 56,78          | 48 243         | 0                    | 0,00                 | 0                    | 0                | 43,22            | 36 720           | 0,00   | 0      | 84 963  |
| Ohio             | 0              | 44,21          | 170 874        | 23                   | 48,51                | 187 497              | 0                | 7,28             | 28 126           | 0,00   | 0      | 386 497 |
| Pennsylvanie     | 27             | 50,13          | 230 686        | 0                    | 32,01                | 147 286              | 0                | 17,86            | 82 189           | 0,00   | 0      | 460 161 |
| Rhode Island     | 0              | 33,70          | 6 680          | 4                    | 57,85                | 11 467               | 0                | 8,45             | 1 675            | 0,00   | 0      | 19 822  |
| Tennessee        | 12             | 52,18          | 69 704         | 0                    | 0,00                 | 0                    | 0                | 47,82            | 63 878           | 0,00   | 0      | 133 582 |
| Texas            | 4              | 66,59          | 31 169         | 0                    | 0,00                 | 0                    | 0                | 33,41            | 15 639           | 0,00   | 0      | 46 808  |
| Vermont          | 0              | 20,84          | 10 577         | 5                    | 77,96                | 39 561               | 0                | 1,07             | 545              | 0,13   | 65     | 50 748  |
| Virginie         | 15             | 59,96          | 90 083         | 0                    | 0,00                 | 0                    | 0                | 40,04            | 60 150           | 0,00   | 0      | 150 233 |
| Wisconsin        | 0              | 44,22          | 52 843         | 5                    | 55,30                | 66 090               | 0                | 0,48             | 579              | 0,00   | 0      | 119 512 |